# Manuel Bueno Bengochea
Manuel Bueno Bengochea (Pau, 1874 – Barcelona, 1936) fou un escriptor i periodista català.
De molt jove es traslladà a Amèrica, on es va dedicar al comerç i el periodisme. El 1897 se'n va anar a viure a Madrid i en un principi fou proper a les idees de la generació del 98. En aquella ciutat va entrar a formar part de la redacció d'El Globo. També fou redactor de La Correspondencia de España, on va escriure cròniques de política internacional i múltiples treballs de literatura, així com de El Liberal, Blanco y Negro, i de La Lectura. Dirigí la revista Madrid i La Mañana, de la qual fou fundador. Realitzà nombroses produccions i traduccions d'obres franceses i llatines, estrenades als principals teatres de Madrid.